# لشکر ۳ زرهی فرانسه
لشکر ۳ زرهی فرانسه (انگلیسی: 3rd Armored Division) یکی از لشکرهای نیروی زمینی فرانسه است. این لشکر وارث لشکر ۳ پیاده الجزایر است که در سال ۱۹۴۳ تشکیل و در سال ۱۹۴۶ منحل شد و در آزادسازی مارسی در طول جنگ جهانی دوم نقش داشت.
لشکر ۳ زرهی در سال ۱۹۵۱ ایجاد و سپس در سال ۱۹۹۱ منحل شد. تیپ ۳ مکانیزه که در سال ۱۹۹۹ ایجاد شد، سنت‌های این لشکر را به ارث برد. لشکر ۳ زرهی در ۲۰ ژوئن ۲۰۱۶ به‌عنوان بخشی از سازماندهی مجدد ارتش فرانسه بازسازی شد و به همراه لشکر ۱ زرهی فرانسه، به‌عنوان یکی از دو لشکر فعال نیروی زمینی فرانسه، همچنان به فعالیت خود ادامه می‌دهد. ستاد فرماندهی و پادگان لشکر ۳ زرهی در شهر مارسی قرار دارد.